# Bojong Timur
Bojong Timur is een bestuurslaag in het regentschap Purwakarta van de provincie West-Java, Indonesië. Bojong Timur telt 3741 inwoners (volkstelling 2010).